# Sven Westman
Sven Reinhold Westman född 4 oktober 1887 i Stockholm död 26 maj 1962 i Filipstad, var en svensk målare och tecknare.
Han var son till uppbördeskassören Robert Axel Fredrik Westman och Clara Ottiliana Matilda Bergsten och gift med Elsa von Axelsson. 
Westman utbildade sig till ingenjör vid Örebro tekniska skola och bedrev senare konststudier för Nils Asplund och Alfred Bergström. Han for till Paris 1913 för att studera konst och blev där god vän med Arvid Fougstedt. Han fortsatte till Madrid i Spanien 1916 och försörjde sig bland annat på att måla kopior av gamla mästare i Pradomuseet. Med vissa kortare besök i andra länder vistades han i Spanien fram till 1930. Han var bosatt på Mallorca 1927–1930 och utförde där på en känd Palma-restaurang en 35 meter lång väggmålning. Han vistades huvudsakligen i Paris 1931–1936 innan han återvände till Sverige och etablerade en ateljé i Stockholm. De sista 20 åren av sitt liv var han bosatt i Värmland.  
Separat ställde han ut på Galerie Moderne i Stockholm 1931 och 1937. Han var representerad på Salon d'Automne i Paris 1935 samt i Liljevalchs konsthalls Stockholmssalong 1962 och han medverkade regelbundet med Värmlands konstförenings utställningar på Värmlands museum 1954–1962 i Karlstad. Hans konst består av stilleben, porträtt, ladugårdsinteriörer, italienska och spanska landskap, stadsbilder och motiv från Filipstad. Koloriten var ofta varm, mörk och med en nästan emaljglänsande effekt. Westman är representerad på Värmlands Museum och i Filipstads kommuns samlingar med fyra oljemålningar.